# Drob
El drob de xai és un menjar tradicional romanès que, com d'altres àpats de xai, és molt específic del període la Pasqua.
Els ingredients principals són les entranyes de xai (fetge, pulmons, melsa, cor i ronyons), verdura (ceba verda, anet, julivert, all, midó), ous (crus i bullits), pa remullat en aigua o llet. Les entranyes bullides i picades es barregen amb els altres ingredients i espècies (sal, pebre). El xai es posa en una safata i damunt s'hi barregen altres tipus de carn.
El guisat de xai és un dels plats tradicionals més populars amb una forta variació en la recepta. Una variant utilitza una làmina de massa en lloc de l'escampador. En la majoria de les variants, els ous bullits se situen al centre.
Tradicionalment, per preparar les festes de Pasqua, els creients ortodoxos sacrifiquen un xai que simbolitza el sacrifici de Crist per salvar la humanitat. D'aquest xai se n'elaboren molts plats diferents que serviran tota la família, juntament amb ous vermells típics de Pasqua i amb formatge.
En d'altres cuines s'hi poden trobar plats semblants amb xai, però possiblement el més conegut siguin els haggis escocesos. Una de les principals diferències entre aquests dos plats és el fet que els haggis es bullen a la panxa de les ovelles i no contenen una gran quantitat de greixos com el drob romanès.